# Frédéric Lordon
Frédéric Lordon é um economista e filósofo francês, diretor de pesquisa do CNRS no Centre européen de sociologie et de science politique de Paris. Ele é uma figura influente no movimento de debate Nuit debout e tem contribuído regularmente para a mídia impressa e de radiodifusão francesa sobre a política francesa e europeia, e também escreve uma coluna de opinião regular para o Le Monde diplomatique.
Defendeu o comunismo como alternativa ao capitalismo em livros, artigos e aparições nos meios de comunicação social, e esteve envolvido num projecto para reestruturar as ciências sociais num materialismo inspirado em Spinoza. Ele é considerado uma das vozes intelectuais mais proeminentes da esquerda radical na França hoje.
Frédéric Lordon formou-se na École Nationale des Ponts et Chaussées, HEC Paris e EHESS.